# M-Bus
M-Bus (o Meter-Bus, són acrònims anglesos de bus Bus de mesura de comptadors) és un bus per a la lectura remota de compatdors d'electricitat, gas, aigua i altres. Està especificat pel CEN amb un estàndard europeu EN 13757. Fou creat el 1990.

## Arquitectura del protocol
M-Bus no és un protocol que pugui formar xarxes, per tant, la capa de xarxa no està definida en el model OSI:
| Capa | Funció       | Unitat de dades | Estàndard         |
| ---- | ------------ | --------------- | ----------------- |
| 7    | Aplicació    | Dada            | EN1434-3          |
| 6    | Presentació  | Dada            | -                 |
| 5    | Sessió       | Dada            | -                 |
| 4    | Transport    | Datagrama       | -                 |
| 3    | Xarxa        | Paquet          | -                 |
| 2    | Enllaç (MAC) | Trama           | M-Bus i IEC 60870 |
| 1    | Física (PHY) | bit             | M-Bus             |

## Parts de la norma
Es pot consultar la darrera versió:
- EN 13757-1:2003: Sistemes de comunicació per a comptadors i lectura remota de comptadors - Part 1 : Intercanvi de dades

- EN 13757-2:2004: Sistemes de comunicació per a comptadors i lectura remota de comptadors - Part 2: Capes física (PHY) i d'enllaç de dades

- EN 13757-3:2004: Sistemes de comunicació per a comptadors i lectura remota de comptadors - Part 3: Capa d'aplicació dedicada

- EN 13757-4:2005: Sistemes de comunicació per a comptadors i lectura remota de comptadors - Part 4: Lectura de comptadors sense fils (Lectura de comptadors via ràdio en la banda SRD de 868 MHz a 870 MHz)

- EN 13757-5:2008: Sistemes de comunicació per a comptadors i lectura remota de comptadors - Part 5: Retransmissió sense fils

- EN 13757-6:2008: Sistemes de comunicació per a comptadors i lectura remota de comptadors - Part 6: Bus local